# Бялави-Великі
Бялави-Великі (пол. Białawy Wielkie) — село в Польщі, у гміні Вінсько Воловського повіту Нижньосілезького воєводства.
Населення — 165 осіб (2011).
У 1975-1998 роках село належало до Вроцлавського воєводства.

## Демографія
Демографічна структура станом на 31 березня 2011 року:
|          | Загалом | Допрацездатний вік | Працездатний вік | Постпрацездатний вік |
| -------- | ------- | ------------------ | ---------------- | -------------------- |
| Чоловіки | 88      | 19                 | 60               | 9                    |
| Жінки    | 77      | 17                 | 41               | 19                   |
| Разом    | 165     | 36                 | 101              | 28                   |